# Machagai
Machagai (prononciation: Matchagàï) est une ville de la province du Chaco, en Argentine, et le chef-lieu du département de Veinticinco de Mayo.
Son nom signifie « terre basse » dans la langue locale.